# عبدالنور بلخیر
عبدالنور بلخیر (انگلیسی: Abdenour Belkheir؛ زادهٔ ۲۱ فوریهٔ ۱۹۸۹) بازیکن فوتبال اهل الجزایر است.
وی همچنین در تیم ملی فوتبال الجزایر بازی کرده‌است.